# 1843 Ярміла
1843 Ярміла (1843 Jarmila) — астероїд головного поясу, відкритий 14 січня 1972 року чехословацьким астрономом Любошем Когоутеком. Названий першовідкривачем на честь його матері Ярміли Когоутек.
Тіссеранів параметр щодо Юпітера — 3,353.